# Hughie Ferguson
Hugh «Hughie» Ferguson (Glasgow, Escocia, Reino Unido, 2 de marzo de 1898-Dundee, Escocia, Reino Unido, 9 de enero de 1930) fue un futbolista escocés que jugaba como delantero.

## Biografía
Debutó en 1916 con el Motherwell, club del cual es el máximo goleador histórico. En 1925, fichó por el Cardiff City de Gales, donde ganó 4 títulos. Volvió a Escocia en 1929 para jugar en el Dundee, donde permaneció hasta el fin de sus días.  
Su hijo Jack representó al Reino Unido como jugador de waterpolo en los Juegos Olímpicos de Helsinki 1952 y Melbourne 1956.

## Fallecimiento
Ferguson cayó en la depresión y se suicidó asfixiándose con gas en el Dens Park tras una sesión de entrenamiento el 9 de enero de 1930. La familia de Ferguson atribuyó su muerte a un desequilibrio de su oído interno, creyendo que fue causado por un tumor cerebral no diagnosticado.

## Clubes
| Club         | País    | Año       |
| ------------ | ------- | --------- |
| Motherwell   | Escocia | 1916-1925 |
| Cardiff City | Gales   | 1925-1929 |
| Dundee       | Escocia | 1929-1930 |

## Palmarés

### Campeonatos nacionales
| Título         | Club         | País       | Año  |
| -------------- | ------------ | ---------- | ---- |
| FA Cup         | Cardiff City | Inglaterra | 1927 |
| Copa de Gales  | Cardiff City | Gales      | 1927 |
| Charity Shield | Cardiff City | Inglaterra | 1927 |
| Copa de Gales  | Cardiff City | Gales      | 1928 |

### Distinciones individuales
| Distinción                                  | Año  |
| ------------------------------------------- | ---- |
| Máximo goleador de la Scottish Division One | 1918 |
| Máximo goleador de la Scottish Division One | 1920 |
| Máximo goleador de la Scottish Division One | 1921 |
| Máximo goleador de las ligas europeas       | 1921 |